# Мануель Маркес Рока
Мануель «Маноло» Маркес Рока (ісп. Manuel "Manolo" Márquez Roca, нар. 7 вересня 1968, Барселона) — іспанський футболіст, що грав на позиції захисника. По завершенні ігрової кар'єри — тренер. З 2024 року очолює тренерський штаб команди Індія. Переможець Індійської суперліги (як тренер).

## Ігрова кар'єра
Мануель Рока народився в Барселоні. У дорослому футболі дебютував 1987 року виступами за команду «Серданйола», під час кар'єри футболіста грав за низку нижчолігових іспанських клубів, найвідомішим з яких був клуб «Бадалона». Завершив кар'єру футболіста виступами за команду «Ангуера» у 1999 році.

## Кар'єра тренера
Розпочав тренерську кар'єру невдовзі по завершенні кар'єри гравця 2002 року, очоливши тренерський штаб свого останнього як футболіста клубу «Ангуера», де пропрацював з 2002 по 2003 рік. У 2003—2006 році Маркес Рока очолював інший іспанський клуб «АЕ Прат», а в 2006—2007 роках він очолював барселонський клуб «Європа». У 2007—2009 роках Мануель Маркес знову працював у клубі «АЕ Прат». У 2010—2012 роках Маркес Рока очолював клуб «Бадалона», а в 2013—2014 роках очолював другу команду барселонського «Еспаньйола». У 2014—2015 роках тренер знову очолював клуб «АЕ Прат», а до кінця 2015 року працював з клубом «Сант-Андреу».
У 2016 році Мануель Маркес очолив клуб «Лас-Пальмас Атлетіко», а в 2017 році вже очолив першу команду клубу«Лас-Пальмас». У 2018 році іспанський тренер працював у хорватському клубі «Істра 1961».
У другій половині 2018 року Мануель Маркес поїхав працювати до Азії, де очолив таїландський клуб «Ратчабурі». У 2020 році іспанський тренер очолив індійський клуб «Гайдарабад», який привів до перемоги в Індійській суперлізі. У 2023 році Маркес Рока очолив інший індійський клуб «Гоа». У 2024 році після відставки Ігора Штимаця Маркес Рока одночасно очолив тренерський штаб національної збірної Індії.

## Титули і досягнення

### Як тренера
- Переможець Індійської суперліги (1):

«Гайдарабад»: 2021–2022
- Володар Супер Кубка Індії (1):

«Гоа»: 2025